# Islote VáSquez
VáSquez es un islote de las islas Shetland del Sur en la Antártida. Se localiza al noroeste de la punta Sotos/ Ferrar en la costa oriental de bahía Discovery/ Chile de la isla Greenwich. Está al NNE de la isla Canales.
Su nombre le fue dado por la I Expedición Antártica Chilena (1947-1948) en homenaje al subteniente de aviación Rafael Vásquez, un miembro de la expedición

## Reclamaciones territoriales
Argentina incluye al islote en el departamento Antártida Argentina dentro de la provincia de Tierra del Fuego, Antártida e Islas del Atlántico Sur; para Chile forma parte de la comuna Antártica de la provincia Antártica Chilena dentro de la Región de Magallanes y de la Antártica Chilena; y para el Reino Unido integra el Territorio Antártico Británico. Las tres reclamaciones están sujetas a las disposiciones del Tratado Antártico.
Nomenclatura de los países reclamantes: 
- Argentina: ?
- Chile: islote VáSquez
- Reino Unido: Vásquez Rock